# Fiat 2800
El Fiat 2800 es un vehículo que fue fabricado por la compañía italia Fiat entre los años 1938 y 1944. Este se tratba de un vehículo sedán de representación,que contaba con una parte delantera puntiaguda, esta se trataba de la conocida como nariz "musone". La limusina se continuó fabricándo hasta 1941.
En los años de guerra, el Fiat 2800 fue un signo de clase y dignidad, y siendo impulsado por la élite italiana, incluido el rey italiano Vittorio Emanuele III y también el Papa, quienes se valieron del gran Fiat.
Entre 1938 y 1944 solo se construyeron 624 Fiat 2800 (ambos tipos), y de eso se construyeron 210 piezas para el ejército italiano, la versión 2800 C MC.

## Motor
- Tipo de motor: seis cilindros en línea, OHV ( válvulas elevadas)
- Capacidad de motor: 2,852 cc
- Poder de motor: 85 PSkW hp⋅0 PS (63 kW; 84 ) en 4,000 rpm
- Velocidad superior: 130 km/hmph⋅0 km/h (81 )

## Fiat 2800 CMC

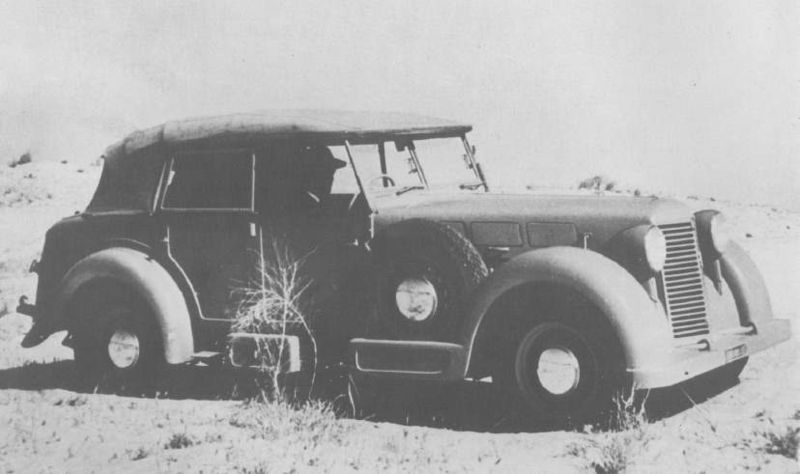
Fiat 2800 CMC

En 1939, apareció una variante del Fiat 2800 con un acortado (3.0 m en vez de 3,2 m) y fortalecido chasis, con ruedas más grandes que un vehículo abierto para la ocupación en las colonias, así como para el ejército. Se continuó la producción de este modelo hasta 1943, siendo completado su última producción en 1944
Esta costumbre fue la que hizo que los vehículos fueran solo hechos para el personal general del ejército italiano.